# Conrad Goclenius
Pour les articles homonymes, voir Goclenius.
Conrad Wackers ou Conrad Gockelen, latinisé en Conrad Goclenius, est un humaniste de la Renaissance, grand ami d’Érasme, né à Mengeringhausen, dans le Landgraviat de Hesse, vers 1490, mort à Louvain le 25 janvier 1539.

## Biographie
On sait peu de choses sur sa jeunesse, sinon que, comme Érasme quelques années auparavant, il fréquenta enfant l’école d’Alexander Hegius von Heek à Deventer. En novembre 1510, il s’inscrivit à l’université de Cologne. Ensuite, il s’inscrivit, le 28 février 1512, à celle de Louvain, à la pédagogie du Château, dans la catégorie des pauperes. Il y devint maitre ès arts le 10 novembre 1515, et eut ensuite recours à l’enseignement privé pour subvenir à ses besoins. En 1518, il reçut l’ordination pour accéder à un bénéfice ecclésiastique. En octobre 1519, il succéda à Adrianus Barlandus comme maitre de latin au Collegium Trilingue, chaire qu’il devait conserver jusqu’à sa mort.
Bien qu’à l’origine, il n’ait pas soutenu sa candidature au poste, Érasme devint vite un inconditionnel de Goclenius, dont il loue chaleureusement la maitrise des langues classiques et la pédagogie dans plusieurs de ses lettres (entre autres à Thomas More). Quand Érasme s’installa à Bâle à l’automne 1521, Goclenius devint son représentant et homme de confiance à Louvain et aux Pays-Bas, pourvu financièrement pour remplir cette fonction. Érasme comptait d’ailleurs à l’origine revenir rapidement à Louvain, ce qui ne se fit jamais.
C’est à Goclenius qu’Érasme confia son autobiographie (Compendium vitæ) en 1524 ; dans le même courrier, il le chargeait, en lui allouant pour ce faire une somme d’argent, de réaliser une édition générale de ses œuvres. Dès mai 1519, Goclenius avait composé une version métrique du catalogue des œuvres du grand écrivain, Lucubrationum Erasmicarum elenchus.
En avril 1525, il fut nommé chanoine de la cathédrale Notre-Dame d’Anvers (grâce au jus nominationis accordé par le pape Léon X à la Faculté des Arts de Louvain, mais cette nomination fut contestée, et un très long procès s’ensuivit. En 1534, grâce à son ami le diplomate humaniste polonais Jan Dantyszek, il fut nommé prévôt du chapitre de Hoegaarden. En juillet 1536, il assuma la direction provisoire du Collegium Trilingue, après la mort de son président Joost van der Hoeven.
Goclenius jouit d’une réputation considérable à son époque : il se vit entre autres proposer de succéder à Jean-Louis Vivès au Corpus Christi College d’Oxford, mais resta finalement à Louvain jusqu’à sa mort. Du haut de sa chaire de langue et littérature latines du Collegium Trilingue, il exerça une grande influence sur la culture humaniste du XVIe siècle. Le Portugais André de Resende lui dédia son Encomium urbis et academiæ Lovaniensis (1530).
Lorsqu’il mourut d’une bronchite, son successeur Pieter Nanninck prononça son éloge funèbre (Funebris oratio habita pro mortuo Conrado Goclenio). L’inscription de son tombeau, dans l’église Saint-Pierre de Louvain, le qualifie d’« alter Erasmus ».

## Travaux
Il a donné une version latine du dialogue Hermotimus, sive De sectis philosophorum de Lucien de Samosate, dédiée à Thomas More (Louvain, D. Martens, 1522). Il fut ensuite coresponsable, avec Érasme, d’une édition des dialogues philosophiques de Cicéron : M. Tullii Ciceronis Officiorum libri III. De amicitia. De senectute. Paradoxa. Somnium Scipionis. De senectute & Somnium Scipionis etiam Theodori Gazæ versione. Omnia denuo vigilantiori cura recognita per Des. Erasmum Rot. & Conradum Goclenium, deprehensis ac restitutis aliquot locis non cuilibet obviis (Bâle, J. Froben, 1528). Il publia aussi une édition de la Pharsale de Lucain (Anvers, M. Hillen, 1531).